# Crocidophora exstigmalis
Crocidophora exstigmalis is een vlinder van de familie van de grasmotten (Crambidae). De wetenschappelijke naam van deze soort is voor het eerst voorgesteld door George Francis Hampson in een publicatie uit 1903. De spanwijdte bedraagt 20 millimeter.
De soort komt voor in Myanmar, Maleisië (Sarawak) en Indonesië (het eilandje Laut ten zuidoosten van Borneo).